# 학부인
《학부인》은 1971년 10월 4일부터 1972년 2월 19일까지 방영된 MBC 일일연속극이다.

## 등장 인물
- 최불암 : 최부장 역
- 김혜자 : 학부인 정아 역
- 윤일봉 : 남편
- 김관수
- 김상순
- 오수미
- 정애란
- 김영애